# Шенк, Владимир Константинович
Влади́мир Константи́нович Шенк (2 ноября 1869; Санкт-Петербург, Российская империя — 23 января 1947; СССР) — гвардейский полковник русской армии, участник Белого движения на Северо-Западе России, военный историк.

## Биография
Владимир Шенк родился 2 ноября 1869 года. Православного вероисповедания. Сын известного врача, действительного статского советника Константина Александровича (1829—1912) и Натальи Алексеевны (урождённой Карповой, 1849―1890). Образование получил в Александровском кадетском корпусе. 1 сентября 1887 года вступил на воинскую службу. Окончив 1-е военное Павловское училище, 9 августа 1888 года в чине подпоручика зачислен в 145-й Новочеркасский пехотный полк (в дальнейшем был переведён в лейб-гвардии Резервный пехотный полк). 10 августа 1893 года присвоен чин поручика. После по 1-му разряду окончил Николаевскую академию Генерального штаба. С 5 апреля 1898 года ― штабс-капитан, а с 10 августа 1901 года ― капитан. С 30 ноября 1901 по 9 апреля 1905 годы командовал ротой. 15 ноября того же года назначен помощником делопроизводителя Военно-походной канцелярии Его Величества, а 14 февраля 1908 года ― делопроизводителем той же канцелярии.
Автор-составитель и редактор ряда исторических изданий. Также был знатоком фотографического дела. 6 декабря 1908 года произведён в полковники.
5 марта 1911 года Николаем II был утверждён доклад генерал-майора князя В. Н. Орлова о необходимости учреждения «Комиссии по описанию боевых трофеев Русского воинства и старых русских знамён», а её председателем был назначен полковник Шенк. В следующем году его на той должности сменил полковник С. И. Петин.

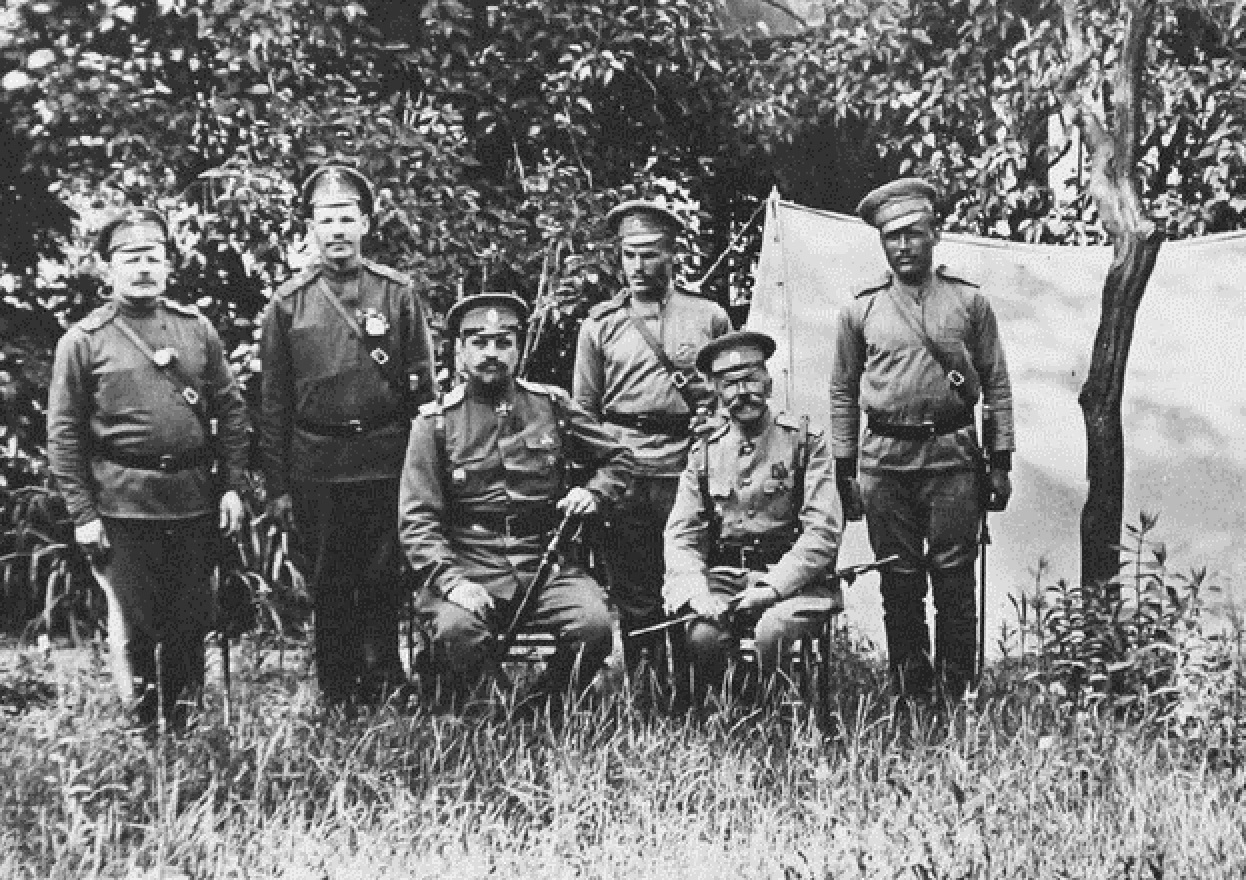
Гвардии полковник В. К. Шенк, профессор Н. С. Самокиш и нижние чины в саду при Императорской Главной Квартире.
Ломжа. 1915 год

В 1915 году во время Первой мировой войны Шенк был назначен начальником, сформированного с Высочайшего соизволения, особого военно-художественного отряда, который в мае был отправлен на фронты войны. Экспедиция Шенка с профессором Н. С. Самокишем и учениками последнего побывала на Чёрном море, Западном и Кавказском фронтах, и дала отличные результаты.
В годы Гражданской войны служил в Северо-Западной армии учреждённой Верховным правителем России адмиралом Колчаком.
После Гражданской войны эмигрировал в Ревель (Таллин), где состоял членом правления общества «Белого креста», был казначеем комитета «Дня русского инвалида», членом совета Николаевского прихода, ревизионной комиссии «Ревельского русского клуба» (1926), полкового объединения (1933) и «Общества друзей русских скаутов в Эстонии». Также занимался скупкой и продажей антиквариата.
В 1939 году переехал в Германию. После Второй мировой войны в 1945 году был арестован и вывезен в СССР.
Скончался 23 января 1947 года.

## Семья
Жена ― Елена Васильевна (урождённая Ильина).
Дети:
- имя сына неизвестно (предположительно умер в детском возрасте[Комм. 2]).
- Татьяна — окончила Ревельскую городскую русскую гимназию (7-й выпуск, 1929/1930)[15].

Известные родные братья Владимира:
- Константин (1871—?) — поручик запаса, чиновник по крестьянским делам 1-го участка Ялуторовского округа (на 1897 г.)[16].
- Алексей (1873―1943) — военный врач, доктор медицины, заслуженный деятель науки РСФСР заведующий ортопедической клиникой Института физиотерапии и ортопедии в Москве, автор ряда научных работ по медицине (в частности по курортологии)[2].

## Награды
- орден Св. Станислава 3-й ст. (1899)[17]
- орден Св. Анны 3-й ст. (1906)[13]
- орден Св. Станислава 2-й ст. (1908)[3]
- орден Св. Анны 2-й ст. (1911)[3]
- орден Св. Владимира 4-й ст. (1913)[3]
- орден Св. Владимира 3-й ст. (ВП: 22.03.1915)[18]

## Избранная библиография Шенка
- Столетие Военного Министерства. 1802—1902. Императорская главная квартира

- Царствование императора Николая I (Кн. 3, Т. 2 / СПб., 1908) в соавторстве с генерал-майором В. В. Квадри.
- Царствование императора Александра II (Кн. 4 / СПб., 1914)

- Кавалерия (кроме гвардейских и казачьих частей) (2-е изд.; СПб., 1909)
- Инженерные и железнодорожные войска (2-е изд.; СПб., 1909)
- Гренадерские и пехотные полки Архивная копия от 6 января 2015 на Wayback Machine (2-е изд.; СПб., 1909)
- Императорская гвардия Архивная копия от 17 июля 2015 на Wayback Machine (2-е изд.; СПб., 1910)
- Стрелковые части (СПб., 1910)
- Шенк В. К. Таблицы форм обмундирования Русской Армии (24 нагляд. табл. новых форм) / Сост. полк. В.К. Шенк. — Составлено по 10 мая 1910 года. — СПб.: Лит. Н. Кадушина, 1910. — 24 с.
- Правила ношения форм одежды офицерами всех родов оружия и гражданскими чинами Военного ведомства (СПб., 1910)
- Свита государя императора Николая II по 1 апреля 1910 года (СПб., 1910)

## Комментарии
1. ↑  В экспедиции также принимали участие ученики Высшего художественного училища при академии: Пётр Котов, Пётр Митурич, Пётр Покаржевский, Карп Трофименко и Рудольф Френц, фотограф А. Штюрмер, матросы А. Герасин и П. Линник, ратники А. Селиверстов и А. Молодцов[6].
2. ↑  В «Списоке полковникам по старшинству», составленному по 1 мая 1909 года, указан сын[13]. По состоянию на 1 ноября того же года (по тому же списку) дети уже отсутствуют[14].